# 토이니 포이스티
토이니 포이스티(Toini Pöysti) 또는 토이니 미콜라(Toini Mikkola) 또는 토이니 미콜라-포이스티(Toini Mikkola-Pöysti, 1933년 7월 1일 ~ 2024년 5월 9일)는 1950년대와 1960년대 초에 경쟁한 핀란드의 크로스컨트리 스키 선수였다. 동계 올림픽 3×5km 계주(1960, 1964)에서 두 개의 동메달을 획득했다.
2024년 5월 9일, 90세의 나이로 사망했다.